# Jan Michna
Jan Andrzej Michna (ur. 24 listopada 1947) – polski oficer, generalny inspektor Policji, komendant główny Policji w latach 1998–2001.

## Życiorys
Ukończył studia na Wydziale Prawa i Administracji Uniwersytetu Jagiellońskiego oraz w Wyższej Szkole Oficerskiej w Szczytnie. Od 1970 pracował w Milicji Obywatelskiej, w pionie operacyjno-dochodzeniowym, w którym pełnił m.in. funkcje kierownika sekcji i naczelnika wydziału. W czerwcu 1990 objął funkcję komendanta wojewódzkiego policji w Bielsku-Białej. Od grudnia 1997 był komendantem wojewódzkim policji w Katowicach. 29 stycznia 1998 awansował na stanowisko komendanta głównego Policji. Do dymisji podał się 25 października 2001.
Był pierwszym funkcjonariuszem w historii polskiej Policji po 1990 roku,  awansowanym na stopień generalnego inspektora.

## Ordery i odznaczenia
- Krzyż Oficerski Orderu Odrodzenia Polski (2001)[1]
- Krzyż Kawalerski Orderu Odrodzenia Polski (1995)[2]